# Tanklöschfahrzeug (Tschechien)
Ein Tanklöschfahrzeug (deutsch kurz: TLF) ist die Bezeichnung für einen Typ von Feuerwehrfahrzeugen. Die tschechische Abkürzung für ein Tanklöschfahrzeug ist CAS (Cisternová automobilová stříkačka), die gleiche wie für das Hilfeleistungstanklöschfahrzeug und das Großtanklöschfahrzeug.
Wesentliches Merkmal dieses Fahrzeugtyps ist die Ausstattung mit einer in der Regel festeingebauten Feuerlöschpumpe sowie einem großen Löschwasserbehälter, der eine erste Brandbekämpfung ohne externe Wasserversorgung erlaubt. Dementsprechend sind diese Fahrzeuge vornehmlich für die Brandbekämpfung konzipiert und ausgerüstet. Es gibt verschiedene Baugrößen dieses Fahrzeugtyps, die sich hinsichtlich ihrer Besatzung, ihrer Beladung, ihrer Tankgröße und ihrer Pumpleistung unterscheiden.

## Aufgabenbereiche
Tanklöschfahrzeuge ermöglichen mit ihrem großen Wassertank und ihrer fest eingebauten und an den Tank angeschlossenen Pumpe einen raschen ersten Löschangriff bei Brandeinsätzen, bis die Löschwasserversorgung über das öffentliche Hydrantennetz oder sonstige Löschwasserentnahmestellen sichergestellt ist. Sobald dies geschehen ist, können sie – wie andere Löschfahrzeuge auch – zur Förderung von Löschwasser eingesetzt werden. Sollte sich an einer Einsatzstelle keine Löschwasserentnahmestelle befinden, was etwa bei Waldbränden oder auf der Autobahn vorkommt, so können Tanklöschfahrzeuge im Pendelverkehr eingesetzt werden, um Löschwasser zur Einsatzstelle heranzuführen. Sie können dann das Wasser entweder über ihre eigene Pumpe zur Brandbekämpfung einsetzen oder aber etwa ein Löschgruppenfahrzeug mit Löschwasser versorgen. Ferner können Tanklöschfahrzeuge auch zum Transport von Trinkwasser verwendet werden. Dies macht sie insbesondere für den Katastrophenschutz interessant.

## Fahrzeugtypen

### CAS 15
Vom CAS 15  wurden im Rahmen eines groß angelegten Beschaffungsprogrammes 200 Fahrzeuge beschafft. Die Fahrgestelle für den CAS 15 kamen von MAN, Mercedes-Benz Atego und Renault Midlum. Die Pumpenleistung beträgt 1.500 l/min und das Fahrzeug ist mit einer Staffelkabine ausgestattet. Die Bezeichnung M2Z steht für Fahrzeuge zwischen 7.500 kg und 14.000 kg. „M“ ist ein Universalfahrgestell Straße, „2“ verweist auf Allradantrieb und „Z“ ist ein Fahrzeug mit Grundausstattung.

### CAS 16
Das CAS 16  basiert auf der Weiterentwicklung des CAS 16 (W). Im Gegensatz zu seinem Vorgänger wurde dieses Fahrzeug als Feuerwehrfahrzeug konzipiert. Es zählt mit seinen 3.500 Liter Löschwasser zu den mittleren Tanklöschfahrzeugen. Zur Ausrüstung gegenüber seinem Vorgänger gehört unter anderem ein hydraulisches Rettungsgerät, ein Stromgenerator, Atemschutzgeräte und ein Lichtmast.

### CAS 16 (W)
Wie bei vielen Fahrzeugen der Freiwilligen Feuerwehren in Tschechien handelt es sich beim CAS 16 (W) um einen von der Armee ausgemusterten Praga V3S. Aufgrund seiner guten Geländegängigkeit wurde das Fahrzeug insbesondere im ländlichen Raum bei der Waldbrandbekämpfung eingesetzt. Zu den Besonderheiten des Fahrzeuges gehört die am Heck befindliche Mannschaftskabine. Auch heute befinden sich noch Fahrzeuge dieses Typs im regulären Einsatzdienst bei den Freiwilligen Feuerwehren.

### CAS 25
Das Tanklöschfahrzeug CAS 25 wurde unter anderem auf dem Fahrgestell des LIAZ 706 des Fahrzeugherstellers LIAZ aufgebaut. Die Fahrzeugtypenbezeichnung LIAZ wurde erst ab 1974 geführt. Zu den Besonderheiten des CAS 25 gehört ein Dachwerfer zur direkten Brandbekämpfung vom Fahrzeugdach aus. Zur Bedienung des Fahrzeuges war nur eine Staffelbesatzung nötig.
Es wurde aber auch eine Spezialanfertigung für den Einsatz bei Waldbränden entwickelt. Um im unbefestigten Gelände eine hohe Wendigkeit zu erreichen, entschied man sich für das zweiachsige Fahrgestell des Tatra 815 mit kurzen Radstand. Die Pumpenleistung beträgt 2.400 l/min. Die Mannschaftskabine bietet Platz für den Maschinisten und einen Trupp. Das Fahrzeug verfügte über einen 4.000 Liter großen Löschwassertank.

### CAS K 25
Das Tanklöschfahrzeug CAS K 25 zeichnet sich unter anderem dadurch aus, dass es 3 seitliche Geräteräume hat und einen Heckgeräteraum. Im Heckgeräteraum ist die Pumpenbedienanlage untergebracht. Die Pumpenleistung beträgt bis zu 2.500 l/min. Untypisch für ein Tanklöschfahrzeug ist die Besetzung mit einer Gruppe (Feuerwehr), statt mit einer Staffel. Ein CAS K 25 kam unter anderem bei einer Werkfeuerwehr von Siemens zum Einsatz.

### CAS K 27
Das Tanklöschfahrzeug CAS K 27 gehört zu den moderneren Entwicklungen an Einsatzfahrzeugen. Es wurde von den Berufsfeuerwehren Ostrava und Prag beschafft. Aufgebaut ist es auf dem Fahrgestell des Dennis Sabre des britischen Herstellers Dennis Specialist Vehicles aus Guildford. Die Entwicklung des Fahrzeuges begann ab Mitte 1990. Es wurde in drei verschiedenen Größenversionen gebaut, den Versionen „Sabre“, „Sabre ML“, „Sabre XL“. Zur Ausrüstung des Fahrzeuges gehört unter anderem eine 3-teilige Steckleiter oder eine 3-teilige Schiebeleiter und ein Lichtmast. Die Pumpenleistung betrug 2.700 l/min. Das Fahrzeug war mit einer Staffelkabine ausgestattet.

### CAS 32
Mit dem Tanklöschfahrzeug CAS 32 wurde, aufgrund der hohen Tragfähigkeit des Tatra 148 des tschechoslowakischen Fahrzeugherstellers Tatra n.p., ein Löschfahrzeug mit einem großen Wassertank entwickelt. Die Pumpenleistung der festeingebauten Heckpumpe betrug bis zu 3.200 l/min. Zur Ausstattung gehörte neben einem hydraulischen Rettungsgerät und Steckleiterteilen auch ein Dachwerfer mit einer Leistung von 400 l/min für die direkte Brandbekämpfung vom Fahrzeugdach aus. Die Mannschaftskabine bot Platz für den Maschinisten und einen Trupp.
Es wurden aber auch CAS 32 auf dem Tatra 815 mit 3 Achsen aufgebaut. Statt einem 6.600 Liter großen Löschwassertank wurde ein 8.200 Liter großer Löschwassertank eingebaut. Auch war unter anderem mehr Platz für Schaummittel.